# Cynthia Powell
Cynthia Lennon, nata Powell (Blackpool, 10 settembre 1939 – Calvià, 1º aprile 2015), è stata un'artista e saggista britannica, famosa per essere stata la prima moglie di John Lennon, nonché madre del suo primo figlio Julian.

## Biografia
Cynthia Powell nacque a Blackpool il 10 settembre 1939, la più giovane dei tre figli dell'impiegato della General Electric Company Charles Powell e di sua moglie Lillian (nata Roby), che avevano già due figli di nome Charles e Anthony. I suoi genitori erano originari di Liverpool, ma sua madre (insieme ad altre donne incinte) fu mandata nella zona più sicura di Blackpool dopo la dichiarazione della Seconda Guerra Mondiale e visse in una piccola stanza in un bed-and-breakfast sul lungomare di Blackpool. Dopo il parto, quando Liverpool divenne un bersaglio frequente dei raid aerei tedeschi, la famiglia Powell si trasferì in una casa bifamiliare con due camere da letto a Hoylake, una zona borghese della penisola di Wirral considerata “elegante” da quelli di Liverpool. All'età di 11 anni, Powell vinse un premio d'arte in un concorso organizzato dal Liverpool Echo. Un anno dopo, fu ammessa alla Junior Art School di Liverpool, frequentata anche da Bill Harry, in seguito editore del giornale Mersey Beat di Liverpool.

### Liceo artistico
Quando Powell aveva 16 anni, suo padre morì in seguito a una lunga battaglia contro il cancro ai polmoni. Prima di morire, disse a Powell che doveva trovare un lavoro per mantenere sua madre e che non avrebbe potuto frequentare la scuola d'arte. Poiché la madre voleva che ricevesse un'istruzione, Powell affittò una stanza a quattro apprendisti elettricisti. Nel settembre 1957, Powell ottenne un posto al Liverpool College of Art. Pur studiando grafica, frequentò anche corsi di lettering (calligrafia e creazione caratteri), come fece John Lennon. Lennon non aveva mai con sé alcuno strumento da disegno, così Lennon prendeva costantemente in prestito penne e matite da Powell, che scoprì che era lì solo perché altri insegnanti si erano rifiutati di istruirlo. Powell aveva un'aria di rispettabilità e si muoveva in diversi ambienti sociali più del suo futuro marito. Lennon e un suo compagno di scuola d'arte, Jeff Mohammed, erano soliti prenderla in giro interrompendo la conversazione quando lei entrava nella stanza, dicendo: “Silenzio per favore! Niente battute sconce, è Cynthia".
Una volta Powell sentì Lennon fare un complimento a una ragazza con i capelli biondi del college, che assomigliava all'attrice francese Brigitte Bardot. Il sabato successivo, Powell si presentò al college con i capelli di diverse tonalità più bionde. Lennon se ne accorse subito, esclamando: “Prenditi, Miss Hoylake!” (il soprannome di Lennon per lei, insieme a “Miss Powell” o “Miss Prim”). Vestito come un Teddy Boy, Lennon a volte portava con sé una chitarra in classe e una volta cantò “Ain't She Sweet” direttamente a Powell.

### Relazione con John Lennon

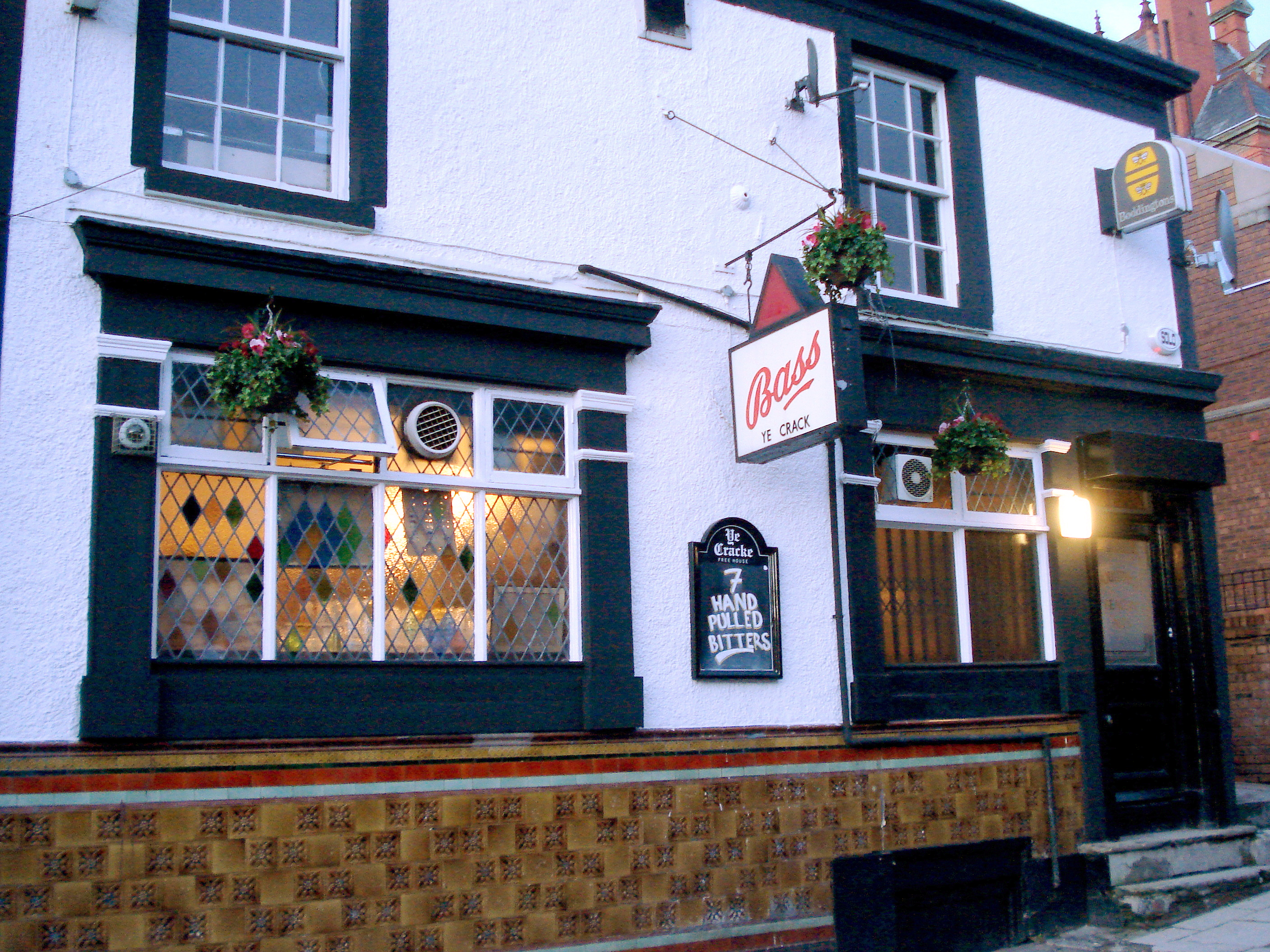
Il Cracke, pub del XIX secolo a Liverpool, frequentato da John Lennon

Dopo una festa universitaria per celebrare la fine del trimestre, Lennon chiese a Powell se volesse “uscire” con lui. Powell rispose subito che era fidanzata con un giovane di Hoylake, anche se il fidanzamento era terminato; Lennon rispose: “Non ti ho chiesto di sposarmi, cazzo, vero?” In seguito la avvicinò e le chiese se volesse andare al pub Cracke. Powell rimase confusa quando Lennon la ignorò per tutta la sera, ma alla fine la invitò nel gruppo con una battuta.
I due iniziarono a frequentarsi e Lennon si riferiva a lei chiamandola “Cyn”. Nell'autunno del 1958, la Powell mise fine al suo fidanzamento per stare con Lennon, e lui mise fine alla sua relazione con un'altra studentessa d'arte, Thelma Pickles. La gelosia di Lennon poteva anche manifestarsi con comportamenti violenti nei suoi confronti, come quando le diede uno schiaffo sul volto (facendole sbattere la testa contro un muro), dopo averla vista ballare con Stuart Sutcliffe. Dopo l'incidente, la Powell ruppe con Lennon per tre mesi, ma riprese la loro relazione dopo le profonde scuse di lui.
Il lavoro della Powell alla scuola d'arte cominciò a soffrire e gli insegnanti le dissero che la relazione con Lennon non le stava giovando. Lennon continuò a essere casualmente sconsiderato nei confronti della Powell e in seguito disse: “Per due anni sono stato in preda a una sorta di rabbia cieca. Ero ubriaco o facevo a botte. Era successo lo stesso con altre ragazze amiche che avevo avuto. C'era qualcosa che non andava in me". Tony Bramwell, amico di Lennon fin dalla giovinezza, disse in seguito: “Cynthia era bellissima, fisicamente e interiormente. Anche se sapeva che lui [Lennon] avrebbe potuto trovare l'amore sulla strada, era totalmente dedita al suo successo... ed estremamente influente. Lui era insicuro e Cynthia era lì per tirarlo su, per sostenere, in un certo senso, il suo lato debole".
Il primo periodo dei Beatles ad Amburgo ebbe luogo nel 1960, e Lennon scrisse frequenti e appassionate lettere a casa alla Powell.
Dopo il ritorno a casa, la zia e tutrice legale di Lennon, Mimi Smith, gli lanciò uno specchio a mano per aver speso molti soldi per un cappotto di camoscio per la Powell. In seguito la Smith si riferì a lei come a “un'impiegata di un gangster” e fu spesso sgradevole nei confronti della Powell.
I Beatles si recarono ad Amburgo per la seconda volta nel 1961 e sia la Powell che Dot Rhone (all'epoca fidanzata di Paul McCartney) andarono a trovarli due settimane dopo, durante le vacanze di Pasqua.
Dovettero rimanere svegli tutta la notte a causa dei lunghi set, prendendo entrambi Preludin per rimanere svegli, che anche il gruppo stava prendendo. Lennon e Powell rimasero con la ragazza di Sutcliffe, Astrid Kirchherr, a casa di sua madre.
Dopo il viaggio ad Amburgo, la madre di Powell, Lillian, disse che la cugina di Powell e suo marito stavano emigrando in Canada con il loro bambino appena nato, e che lei, Lillian, sarebbe andata con loro mentre studiavano per diventare insegnanti.
Powell aspettò che Lennon tornasse da Amburgo prima di chiedere alla Smith, che aveva già ospitato degli inquilini al 251 di Menlove Avenue, se le avrebbe affittato una stanza. La Smith affittò la stanza sopra la porta d'ingresso (che era stata la camera da letto di Lennon), ma insistette perché si occupasse anche delle faccende domestiche. Dopo aver esaurito la sua borsa di studio, accettò un lavoro in un negozio Woolworths di Liverpool per pagare l'affitto.
Nello stesso anno, quando Lennon aveva 21 anni, ricevette 100 sterline (equivalenti a 2.800 sterline nel 2024) dalla zia Elizabeth Sutherland (che lui chiamava “Mater”) che viveva a Edimburgo, e andò a Parigi con McCartney. La Powell non poté accompagnarli perché stava studiando per gli esami finali.
Quando Lennon si recò di nuovo ad Amburgo, nell'aprile del 1962, la Powell trovò un appartamento in una casa a schiera al 93 di Garmoyle Road, a Liverpool.
Nell'agosto del 1962, poco dopo aver fallito l'esame di diploma di insegnante d'arte, la Powell venne a sapere di essere incinta di Lennon.
In seguito spiegò che lei e Lennon non avevano mai usato contraccettivi, non ne avevano mai parlato e non ci avevano pensato in quel momento. Quando lei lo disse a Lennon lui rispose: “C'è solo una cosa da fare Cyn, dovremo sposarci”.

### Matrimonio con Lennon e nascita di Julian
Powell e Lennon si sposarono il 23 agosto 1962 presso l'ufficio anagrafico di Mount Pleasant a Liverpool. Erano presenti i compagni di Beatles McCartney e George Harrison e il loro manager Brian Epstein, che fece da testimone; non c'erano i genitori. Il matrimonio fu farsesco, perché non appena iniziò la cerimonia un operaio nel cortile dell'edificio di fronte iniziò a usare un trapano pneumatico che soffocò qualsiasi cosa venisse detta dall'ufficiale di stato civile, da Lennon o da Powell. Quando l'ufficiale di stato civile chiese allo sposo di farsi avanti, Harrison si fece avanti. Senza fotografie né fiori, la festa di nozze fu celebrata in seguito, su invito di Epstein, nel ristorante Reece's di Clayton Square, che era il luogo in cui i genitori di Lennon, Alfred Lennon e Julia Lennon, avevano celebrato il loro matrimonio nel 1938. Lennon aveva 21 anni e Powell 22. Gli sposi non andarono in luna di miele, poiché Lennon doveva suonare la sera stessa al Riverpark Ballroom di Chester. Si recarono all'Hotel George V di Parigi per una luna di miele tardiva il 16 settembre ma furono accompagnati da Epstein, anche se non era stato invitato a unirsi a loro.
Durante la gravidanza della Powell, Epstein offrì a lei e a Lennon l'uso del suo appartamento al 36 di Falkner Street, a Liverpool, e in seguito pagò una stanza privata dell'ospedale quando la gravidanza stava per giungere al termine. Sebbene ancora sconosciuti al di fuori di Liverpool, i Beatles avevano ormai un seguito fanatico tra le ragazze della città. Epstein pose una condizione che i Lennon dovettero rispettare: il matrimonio e il bambino dovevano essere tenuti strettamente segreti, in modo da non turbare nessuna di queste fan. Una volta, quando la notizia del matrimonio trapelò, il gruppo la smentì.
Il figlio dei Lennon, Julian, nacque alle 7:45 dell'8 aprile 1963 al Sefton General Hospital. Lennon, essendo in tournée in quel periodo, non vide suo figlio fino a tre giorni dopo, e quando finalmente arrivò in ospedale disse: “È dannatamente meraviglioso, Cyn! ... Chi diventerà un rocker famoso come suo padre, allora?" Lennon spiegò poi che sarebbe andato in vacanza per quattro giorni a Barcellona, con Epstein. Lennon in seguito si riferì a Julian come a una ‘specialità del sabato sera; il modo in cui la maggior parte delle persone arriva qui’, o disse che suo figlio ‘è uscito da una bottiglia di whisky’, suggerendo questa come spiegazione per la sua scarsa educazione di Julian rispetto al suo secondo figlio, Sean Lennon: ”Sean è un bambino programmato, e qui sta la differenza. Non voglio meno bene a Julian come bambino".

### Beatlemania
All'incirca all'epoca della nascita di Julian, i Beatles divennero un fenomeno pop in tutta la Gran Bretagna, un fenomeno che divenne noto come Beatlemania. Il fatto che uno dei membri fosse sposato e avesse un figlio non era noto all'epoca; una pagina di “Lifelines of the Beatles” del 1963 del New Musical Express riportava più di 25 fatti biografici su ogni membro del gruppo, ma non dava alcun indizio che Lennon fosse sposato, riportando addirittura “ragazze” come uno dei suoi hobby.
Alla fine del 1963, dopo che la Beatlemania aveva già travolto il Regno Unito e l'Europa, la stampa venne a conoscenza di voci sulla moglie e il figlio di Lennon e si riversò a casa di sua madre a Hoylake (dove risiedevano madre e figlio), nei mesi di novembre e dicembre. Amici e vicini proteggevano il loro anonimato, ma la Powell veniva spesso avvicinata dai giornalisti. A novembre, fece battezzare Julian nella chiesa parrocchiale di Hoylake, ma non lo disse a Lennon (che in quel periodo era in tournée), perché la Powell temeva un circo mediatico. Lennon si arrabbiò perché non voleva che suo figlio fosse battezzato, anche se Epstein aveva chiesto di essere il padrino di Julian. Non molto tempo dopo il battesimo, tutti i giornali erano pieni della storia della moglie e del figlio segreto di Lennon.
Brian Epstein disse agli altri Beatles di trarre il meglio dalla situazione, sperando che i giornali non dicessero che Cynthia era incinta prima di sposarlo. Dopo aver vissuto per alcuni mesi a casa della zia di Lennon, la coppia si trasferì a Londra e trovò un appartamento con tre camere da letto al 13 di Emperor's Gate, vicino a Cromwell Road. L'appartamento all'ultimo piano era il terzo di tre, ciascuno costruito su due piani. Ciò significava salire sei rampe di scale, poiché l'edificio non aveva l'ascensore. Cynthia doveva prima trasportare Julian fino all'appartamento e poi tornare giù per raccogliere le borse della spesa. I fan dei Beatles scoprirono presto il luogo in cui vivevano e lei li trovava accampati nel corridoio e doveva passare in mezzo a loro quando usciva o arrivava.
Powell accompagnò Lennon negli Stati Uniti durante il primo tour dei Beatles, e Lennon permise alla stampa di fotografarli insieme, cosa che fece infuriare Epstein, che voleva tenere segreto il loro matrimonio. Durante il tour, fu lasciata indietro a New York quando Lennon e gli altri Beatles furono fatti salire velocemente su un'auto, e a Miami dovette chiedere l'aiuto dei fan per convincere un addetto alla sicurezza di chi fosse. La risposta di Lennon fu: “La prossima volta non essere così dannatamente lenta, avrebbero potuto ucciderti”. Sarebbe stata l'unica volta che Cynthia sarebbe andata in tournée con loro. All'indirizzo dell'Emperor's Gate la situazione peggiorò, con i fan che infilavano gomme da masticare nella serratura dell'appartamento e strappavano qualsiasi capo di abbigliamento quando lei o Lennon uscivano o arrivavano. Le ragazze americane le scrivevano lettere in cui proclamavano il loro amore disperato per John; le donne degli altri Beatles ricevevano missive equivalenti. Ancora nel 1967, le mogli dei Beatles dovevano affrontare occasionali pericoli fisici da parte delle fan femminili dei Beatles: Cynthia fu presa a calci nelle gambe da una che le chiedeva di “lasciare John da solo!”.
Poiché Lennon era in tournée o in registrazione, le presunte vacanze di famiglia nel 1966 furono trascorse sciando a St. Moritz, con il produttore George Martin e la sua fidanzata, o soggiornando in un castello in Irlanda, con George Harrison e sua moglie Pattie Boyd. Anche queste erano soggette a essere scoperte dai fan, e Cynthia e Boyd dovettero fuggire dalla località irlandese vestite da cameriere. Quando Lennon iniziò le riprese di How I Won the War ad Almería, in Spagna, promise alla moglie e al figlio di raggiungerlo dopo due settimane di riprese. Il piccolo appartamento che era stato loro assegnato fu rapidamente sostituito da una villa quando Ringo Starr e sua moglie li raggiunsero.

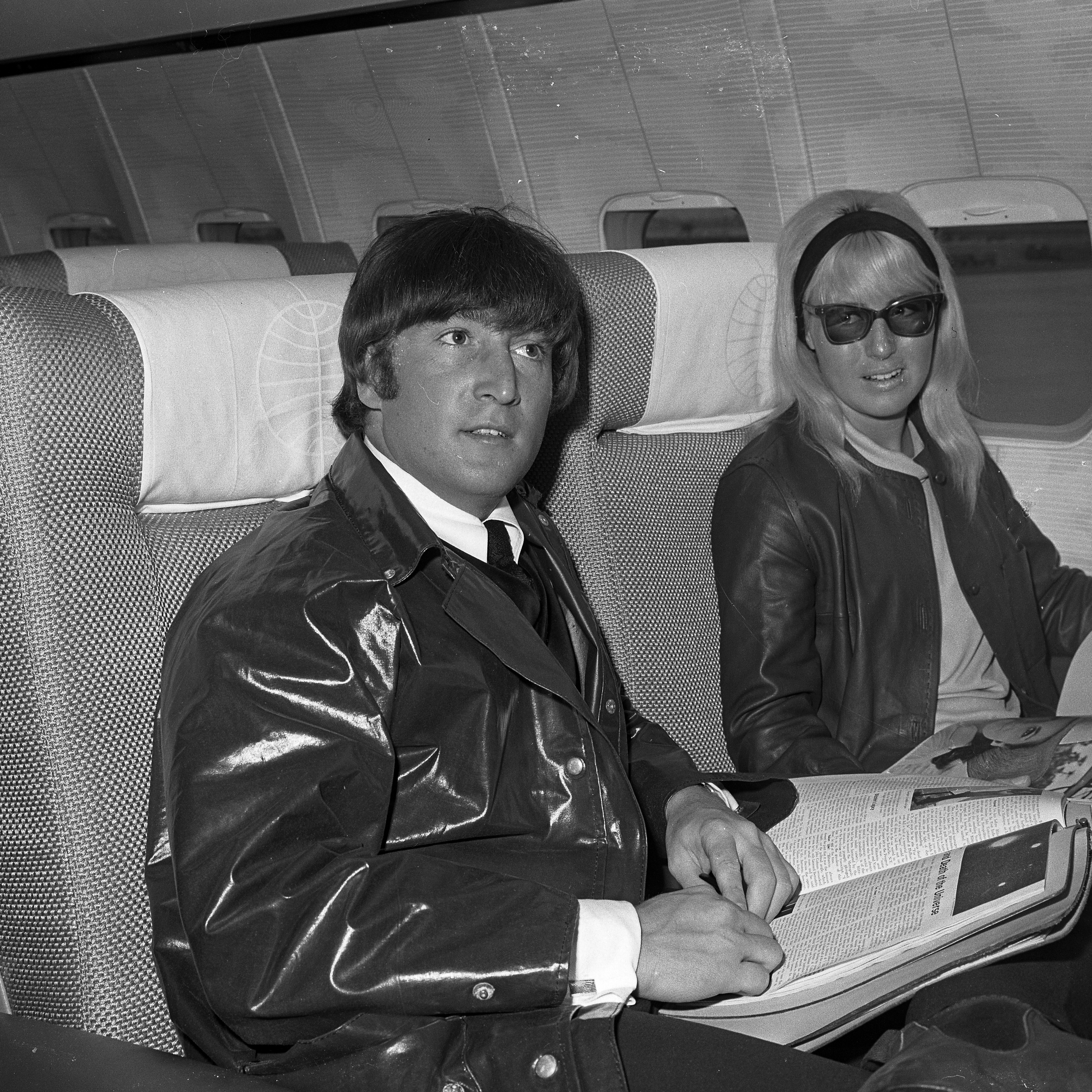
Cynthia e John nel 1964

### Kenwood

#### Vita familiare
Il commercialista dei Beatles disse a Epstein che i membri del gruppo avrebbero dovuto trasferirsi in case vicine alla sua a Esher, così Lennon comprò una casa chiamata Kenwood nel luglio 1964. Si trattava di una casa in stile mock-Tudor su tre acri a Weybridge, dove viveva già Cliff Richard. Lennon spese quindi il doppio del prezzo d'acquisto originale di 20.000 sterline (equivalenti a 511.900 sterline nel 2024) per ristrutturare Kenwood, riducendo le sue 22 stanze a 17. La nuova cucina era così moderna e complicata che dovette essere mandato qualcuno a spiegare come funzionava tutto, e durante gli ampi lavori di ristrutturazione la coppia dovette vivere nella camera da letto in soffitta per nove mesi. Sebbene a Cynthia piacesse intrattenersi nelle stanze più grandi, Lennon si trovava di solito in una piccola veranda sul retro della casa che si affacciava sulla piscina, simile al giardino d'inverno della zia a Liverpool. Avevano un gatto chiamato “Mimi”, dal nome della zia di Lennon. Cynthia si prendeva cura di Julian da sola, senza una tata, anche se spesso venivano assunte delle babysitter. Si occupava anche di cucinare da sola, ma impiegava una governante, un giardiniere e un autista, che vivevano fuori casa.
Quando superò l'esame di guida, Lennon le comprò in serie una Mini bianca, una Porsche dorata, una Ferrari rossa e un Maggiolino Volkswagen verde, di solito come sorpresa senza consultarla prima. Cynthia godeva della vicinanza di Pattie Boyd e Maureen Starkey (moglie di Ringo Starr), poiché entrambe vivevano nelle vicinanze, e spesso andavano in vacanza insieme o a fare shopping. Fu spesso fotografata alle prime dei film dei Beatles e in occasioni speciali, e a volte con Lennon e Julian a casa, il che significava che aveva il ruolo di moglie dei Beatles, oltre che di madre. I Lennon andavano spesso in un locale notturno del centro di Londra fino a quasi l'alba, dopo di che lei portava Julian a scuola. Kenwood divenne il luogo di ritrovo per gli altri Beatles, per vari musicisti americani e per i perfetti sconosciuti che Lennon aveva incontrato la sera precedente nei locali notturni di Londra.
Nel 1965, aprendo la porta d'ingresso di Kenwood, vide un uomo che “sembrava un barbone”, ma con i lineamenti del marito. Questi le spiegò che era Alfred Lennon, il padre che Lennon non vedeva da anni. Lennon si mostrò infastidito quando tornò a casa, dicendole per la prima volta che il padre aveva visitato l'ufficio NEMS, l'azienda di Epstein, poche settimane prima. Tre anni dopo l'incontro nell'ufficio NEMS, Alfred Lennon (che all'epoca aveva 56 anni) si presentò di nuovo a Kenwood con la sua fidanzata, la studentessa diciannovenne Pauline Jones. Chiese se i Lennon potessero dare un lavoro a Pauline, che fu assunta per aiutare Julian e le pile di posta dei fan dei Beatles. Il padre di Lennon e la sua fidanzata trascorsero alcuni mesi nella camera da letto della soffitta. Durante un'intervista a Kenwood con la giornalista dell'Evening Standard Maureen Cleave, Lennon disse: “Eccomi nella mia casa di Hansel e Gretel, famoso e ricco, e non posso andare da nessuna parte. C'è qualcos'altro che farò, solo che non so cosa sia, ma so che questo non fa per me".

#### Droghe
Cynthia sapeva che il marito prendeva droghe come il Preludin e fumava regolarmente cannabis, ma pensava che non fossero molto pericolose. Il 27 marzo 1965, a una cena organizzata da un dentista, John Riley, i Lennon, Harrison e Boyd ricevettero LSD a loro insaputa. Sebbene fosse stato detto loro di non uscire di casa, Harrison li accompagnò in vari locali notturni, con Riley che li seguiva in taxi. Al club Ad Lib, pensarono che l'ascensore che portava al locale fosse in fiamme e iniziarono a urlare, prima di uscire finalmente strisciando dall'ascensore, dove li aspettavano Mick Jagger, Marianne Faithfull e Starr. Harrison li riaccompagnò a casa nella Mini Cooper di Boyd a non più di 10 miglia orarie, poiché anche lui sentiva gli effetti della droga. Rimasero svegli tutta la notte a Kenwood, sperimentando i pieni effetti del loro primo viaggio con l'LSD.
Lennon iniziò quindi a prendere regolarmente l'LSD oltre all'uso quotidiano di cannabis. Dopo molti incoraggiamenti da parte sua, Cynthia accettò di provare l'LSD un'altra volta, ma gli effetti negativi furono gli stessi. Sebbene all'epoca avesse dichiarato che non avrebbe mai più assunto la droga, cedette e la assunse per l'ultima volta qualche settimana dopo, mentre si recava a una festa nella casa di campagna di Epstein a Warbleton, nell'East Sussex. Sebbene odiasse gli effetti psicologici della droga, da quel momento poté vedere il cambiamento che stava avvenendo nel marito: “Era come vivere con qualcuno che aveva appena scoperto la religione...”. Le tensioni, il bigottismo e il cattivo carattere furono sostituiti dalla comprensione e dall'amore" Nel 1970, Lennon confessò di aver assunto probabilmente mille volte l'LSD dal 1965, dicendo: “Lo consumavo in continuazione”. Nei decenni successivi, Cynthia avrebbe sempre sostenuto che l'uso di droghe da parte di John era stato l'inizio della fine per la coppia.
Nel 1967, i tratti aggressivi di Lennon dell'infanzia erano scomparsi e passava molto tempo seduto nella sua veranda o in giardino a sognare ad occhi aperti per ore e ore. Divenne poco comunicativo con la maggior parte delle persone, compresa Cynthia (ma non con gli altri Beatles, che avevano una capacità quasi tacita di capirsi). Una volta Cynthia si lamentò, dicendo: “Quello che vorrei è una vacanza tutta nostra... John, Julian e io”. Lennon rispose: “Ok, lo so, ci ritireremo tutti in un piccolo cottage su una scogliera in Cornovaglia, va bene?”. Poi aggiunse: “No, ho queste maledette canzoni da scrivere. Devo lavorare, per giustificare la vita" Lei capiva il suo temperamento, ma si sentiva frustrata per non aver mai sviluppato la propria carriera sfruttando la sua formazione artistica.

#### L'India e Yoko Ono
I Beatles dovevano recarsi in India per visitare il Maharishi per due o tre mesi di Meditazione Trascendentale. Prima della partenza, Cynthia trovò delle lettere di Yoko Ono a Lennon che indicavano che lui aveva avuto contatti con lei per un certo periodo di tempo. Lennon negò di avere una relazione con Ono, spiegando che era solo una “artista pazza” che voleva essere sponsorizzata, anche se Ono continuò a telefonare e a visitare Kenwood. Il 15 febbraio 1968, i Lennon volarono in India, seguiti dagli altri Beatles e dai loro partner quattro giorni dopo: Boyd, Asher e Maureen Starkey. La divisione tra i sessi era enfatizzata dal fatto che i musicisti maschi si sedevano fuori di notte a comporre canzoni, mentre le loro compagne si riunivano in una delle loro stanze, spesso parlando della vita come moglie o compagna di un Beatle. I Lennon condividevano un letto a baldacchino nell'ashram, con Lennon che suonava la chitarra e Cynthia che disegnava e scriveva poesie tra le loro lunghe sessioni di meditazione.
Più tardi arrivò “Magic Alex” (Alex Mardas, di origine greca, che controllava la Apple Electronics), che portò di nascosto dell'alcol dal villaggio più vicino, poiché non era permesso nell'ashram. Dopo due settimane, Lennon chiese di dormire in una stanza separata, dicendo che poteva meditare solo quando era solo. Ogni mattina, Lennon si recava all'ufficio postale locale per vedere se aveva ricevuto un telegramma da Ono, che ne inviava uno quasi ogni giorno. Cynthia scoprì questi viaggi segreti molto più tardi e disse: “Avevo pensato che la nostra magica parentesi con il Maharishi sarebbe stata la realizzazione del nostro matrimonio, ma in realtà ne presagiva solo la fine" Paul Saltzman pubblicò in seguito un libro di fotografie, The Beatles in Rishikesh, che mostrava Lennon profondamente pensieroso e l'espressione confusa di Cynthia. Nonostante l'alienazione da Lennon, Cynthia parlò in seguito del periodo trascorso lì, dicendo: “Mi piaceva stare lontana dai fan, dalle orde di persone, dalle scadenze, dalle richieste e dai flash delle macchine fotografiche"."

#### Divorzio
Durante il volo di ritorno in Inghilterra, Lennon si ubriacò molto di scotch e confessò di aver avuto rapporti con altre donne durante il loro matrimonio. Continuò a descrivere le sue relazioni con groupie, amiche (come Joan Baez, l'attrice Eleanor Bron, la giornalista Cleave) e “migliaia” di donne in tutto il mondo. Sebbene non volesse ascoltare la confessione di Lennon, sapeva che le donne erano attratte da lui, “come falene alla fiamma”. Due settimane dopo, nel maggio 1968, Lennon suggerì a Cynthia di fare una vacanza in Grecia con Mardas, Donovan e due amici, dato che lui sarebbe stato molto impegnato a registrare le canzoni per quello che sarebbe diventato il White Album. Tornata a Kenwood dalla Grecia prima del previsto, alle 4 del 22 maggio 1968, scoprì Lennon e Ono seduti a gambe incrociate sul pavimento in vestaglie bianche abbinate, che si fissavano negli occhi, e trovò le pantofole di Ono fuori dalla porta della camera da letto dei Lennon. Scioccata, chiese a Jenny Boyd e Mardas se poteva passare la notte nel loro appartamento. A casa Boyd andò subito a letto, ma lei e Mardas bevvero altro alcol, con Mardas che cercò di convincerla a scappare insieme. Dopo aver vomitato in bagno, crollò su un letto nella camera degli ospiti, con Mardas che la raggiunse e cercò di baciarla finché lei non lo spinse via.
Lennon sembrò assolutamente normale quando lei tornò a casa il giorno dopo, e mantenne fermamente il suo amore per lei e per il loro figlio, dicendo: “È te che amo Cyn ... Ti amo ora più che mai" Lennon si recò a New York con McCartney poco dopo, ma poiché Cynthia non era stata invitata, fu organizzato un viaggio a Pesaro, in Italia, con la madre. Dopo una serata con l'albergatore italiano Roberto Bassanini, Mardas era in attesa all'hotel per dare la notizia che Lennon aveva intenzione di chiedere il divorzio per adulterio, di chiedere la custodia esclusiva di Julian e di ‘rispedirla a Hoylake’, Ha detto nel 2005: “Il solo fatto che 'Magic Alex' [Mardas] sia arrivato in Italia nel cuore della notte senza sapere in anticipo dove stavo mi ha reso estremamente sospettoso. Ero stata costretta a rendere le cose facili” ... [per Lennon e Ono] “accusarmi di aver fatto qualcosa che li avrebbe messi in cattiva luce.” Poiché Lennon aveva avviato le pratiche per il divorzio, la cosa la spinse a esclamare: “Farmi causa per il divorzio? Su quali basi mi sta facendo causa?" Quando si diffuse la notizia della gravidanza di Ono, Cynthia avviò la propria procedura di divorzio contro Lennon il 22 agosto 1968.
Il "decreto nisi" (separazione) fu concesso l'8 novembre 1968. L'accordo finanziario fu ostacolato dal rifiuto di Lennon di offrire più di 75.000 sterline (equivalenti a 1.642.900 sterline nel 2024), dicendole al telefono che il pagamento era simile a una vincita al totocalcio e che lei non valeva di più. L'accordo è stato poi aumentato a 100.000 sterline (equivalenti a 2.190.600 sterline nel 2024), 2.400 sterline all'anno (equivalenti a 52.600 sterline nel 2024), e la custodia di Julian. Altre 100.000 sterline sono state messe in un fondo fiduciario che Julian avrebbe ereditato all'età di 21 anni, e fino ad allora sua madre avrebbe ricevuto i pagamenti degli interessi. L'atto fiduciario aveva un codicillo che prevedeva eventuali altri figli di Lennon, così quando nel 1975 nacque Sean Lennon, l'eredità di Julian fu ridotta a 50.000 sterline (equivalenti a 1.095.300 sterline nel 2024).
Cynthia visse per alcuni mesi in un appartamento di proprietà di Starr al 34 di Montagu Square, nel centro di Londra, ma tornò a Kenwood poiché Lennon e Ono preferivano vivere lì, piuttosto che nell'isolata Weybridge. Lennon e Cynthia ebbero un ultimo breve incontro a Kenwood (con Ono accanto a Lennon), dove Lennon la accusò di avere una relazione in India, dicendo che non era un “fiorellino innocente”. McCartney andò a trovare lei e Julian quell'anno, e durante il viaggio verso Kenwood compose una canzone nella sua testa che poi divenne “Hey Jude”. Parlando del loro divorzio, McCartney disse in seguito: “Eravamo stati ottimi amici per milioni di anni e pensai che fosse un po' troppo per loro essere improvvisamente persone non grate e fuori dalla mia vita" Cynthia ha ricordato: ”Fui veramente sorpresa quando, un pomeriggio, Paul arrivò da solo. Fui toccata dalla sua evidente preoccupazione per il nostro benessere... Durante il viaggio ha composto 'Hey Jude' in macchina. Non dimenticherò mai il gesto di cura e preoccupazione di Paul nel venire a trovarci".
Una volta a Cynthia fu chiesto se Lennon avesse scritto qualche canzone sul periodo trascorso insieme e rispose: “Era troppo sdolcinato quando era giovane per dedicare qualcosa a qualcuno. Gli uomini macho del Nord non lo facevano a quei tempi" Al contrario, Lennon disse di aver scritto la canzone del 1965 Norwegian Wood (This Bird Has Flown) su una relazione che stava avendo, ma di averla resa in ‘gergo’ in modo che Cynthia non lo sapesse.

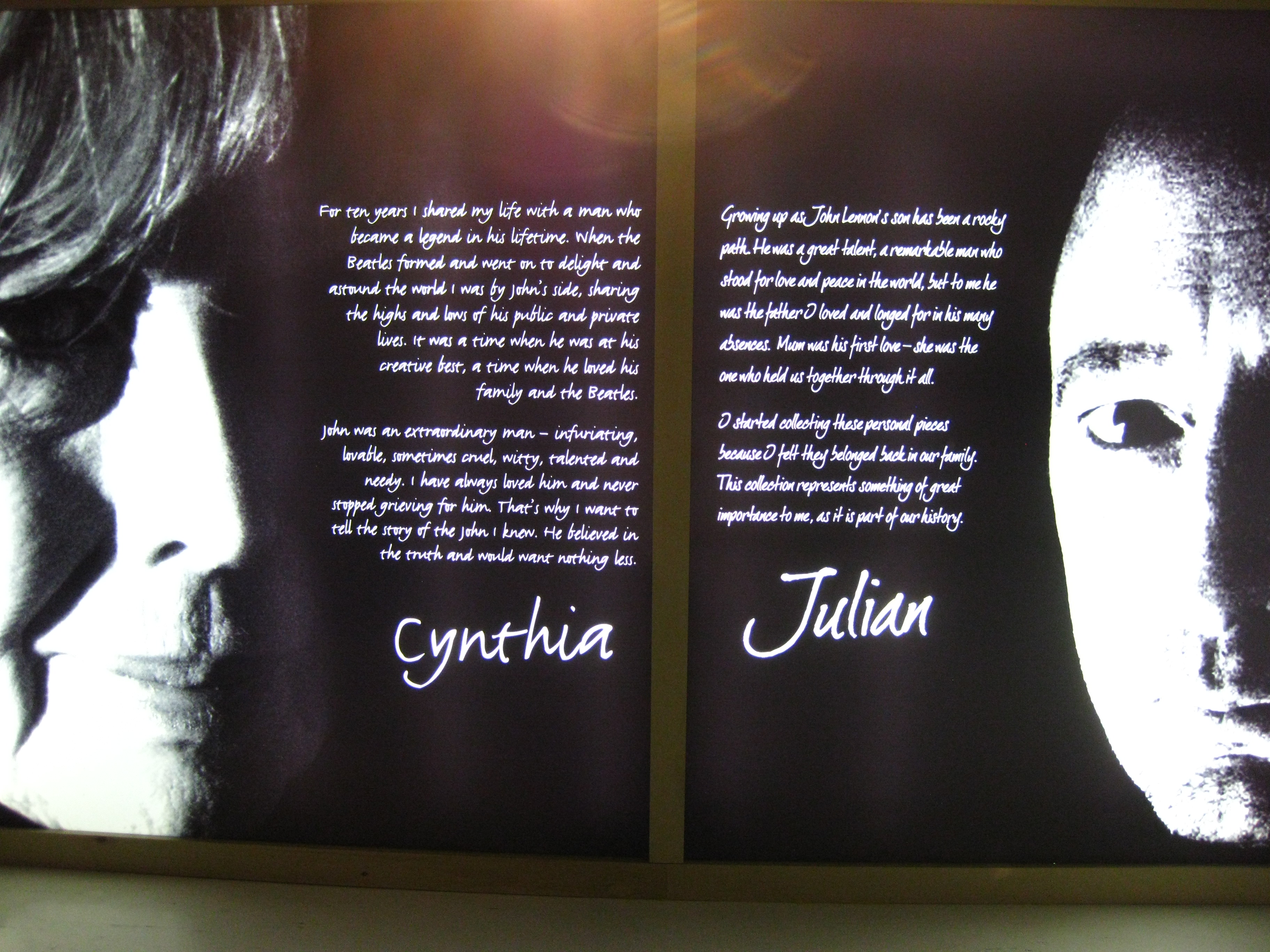
Esibizione con citazione di Cynthia e Julian Lennon al The Beatles Story, Liverpool, 2010

### Vita successiva
Il 31 luglio 1970 Cynthia sposò Roberto Bassanini, che aveva iniziato a frequentare dopo la separazione da Lennon; la coppia divorziò nel 1973. Cynthia aprì poi un ristorante a Ruthin, in Galles, chiamato Oliver's Bistro, che aveva anche un B&B sopra il locale. Durante la separazione di Lennon da Ono nel 1973-74, la sua compagna di allora, May Pang, cercò di convincere Lennon a passare più tempo con suo figlio, stringendo un'amicizia con Cynthia che continuò anche dopo la riconciliazione tra John Lennon e Yoko Ono. Un incontro in questo periodo fu l'ultima volta che Cynthia vide John. A Julian era stato concesso di visitare il padre due volte all'anno da solo, ma John Lennon si lamentò del fatto che durante il periodo trascorso con Pang anche la sua ex moglie volesse essere presente, dicendo: “Lei [Cynthia] pensava di poter rientrare perché non ero con Yoko!”. Dopo la riconciliazione con Ono, Lennon si lamentò di nuovo del fatto che al figlio non fosse permesso di fargli visita.
Il 1º maggio 1976 Cynthia sposò John Twist, un ingegnere televisivo del Lancashire. Nel 1978 pubblicò un libro di memorie sul periodo trascorso insieme, A Twist of Lennon, che raccontava la sua vita prima e con Lennon e che conteneva le sue illustrazioni e poesie. Lennon cercò di fermare la pubblicazione del libro dopo che un estratto fu pubblicato su un giornale. Il libro di memorie di Cynthia riscosse un rinnovato interesse e fu stampato in 200.000 copie nelle settimane successive alla morte di Lennon. Lei e Twist si separarono nel 1981 e divorziarono nel 1982. Cynthia vendette il Bistro e cambiò il suo nome in Lennon con un atto notarile, commentando in seguito il motivo per cui era necessario dal punto di vista finanziario: “Pensate che mi avrebbero assegnato un contratto di tre anni per progettare biancheria da letto e tessuti [per Vantona Vyella nel 1983] con il nome Powell? Nemmeno loro l'hanno fatto. Quando è necessario guadagnarsi da vivere, è necessario abboccare al fuoco e prendersela con gli altri".
Nel 1981 Cynthia iniziò una relazione con l'autista di Liverpudli Jim Christie, che divenne il suo compagno per 17 anni e il suo manager d'affari, vivendo a Penrith, in Cumbria. All'epoca Cynthia disse: “Jim non ha mai sentito di vivere all'ombra di John Lennon. È più giovane di me di quattro anni e non faceva parte dell'intera scena dei Beatles" In seguito vissero per alcuni anni sull'Isola di Man e poi in Normandia, ma si separarono nel 1998.
Cynthia aveva conservato per anni dei ricordi di Lennon, ma iniziò a metterli all'asta dopo la sua morte. Tra questi, un biglietto di auguri di Natale disegnato personalmente da Lennon per lei, che fu aggiudicato per 8.800 sterline da Christie's nell'agosto 1981. Con le finanze di Cynthia in uno stato instabile - avrebbe detto nel 1999 che “A parte John, gli uomini di cui mi sono innamorata non sono mai stati bravi a guadagnarsi da vivere” - altri cimeli di Lennon vennero messi all'asta nel 1991, compresi oggetti d'antiquariato di Kenwood. Cynthia disse all'epoca: “Mi sono goduta queste cose per 30 anni. Ma è ora di cambiare" Un'altra serie di oggetti, tra cui alcuni oggetti di droga di Lennon, le fruttò oltre 60.000 dollari nel 1995. Cynthia disse in seguito: ‘Credo che nella vita si raccolgano così tanti bagagli che, quando si fa un po’ di pulizia, li si manda a un mercatino dell'usato, ecc. Il mio bagaglio è stato richiesto e venduto da Christie's. Quando devi pagare le bollette, non sei orgoglioso e non puoi portarlo con te".
Nel corso degli anni, Cynthia intraprese alcune iniziative imprenditoriali fallite, tra cui, nel 1988, un profumo chiamato Woman (dal nome della canzone di John Lennon del 1980) e, nell'aprile del 1989, un ristorante chiamato Lennon's - al 13/14 di Upper St Martin's Lane, Covent Garden - che proponeva nel menu piatti come Rubber Sole (un gioco di parole con l'album dei Beatles del 1965), oltre a Sgt. Pepper's Steak e Penny Lane Pâté. L'attività ebbe vita breve, in quanto considerata decisamente troppo costosa. In seguito avrebbe attribuito la responsabilità di alcuni di questi sforzi agli uomini della sua vita che la incoraggiavano.
I giorni di Amburgo dei Beatles sono stati il soggetto del film Backbeat del 1994, con Jennifer Ehle nel ruolo di Cynthia Powell. Il film caratterizza la relazione tra Lennon e Cynthia come una relazione che alla fine sarà condannata dal fatto che i due vogliono cose diverse dalla vita, ma Lennon non vuole ferirla. Cynthia si lamentò in seguito che il film la faceva apparire “come una fidanzatina appiccicosa e insignificante con un foulard in testa” In un altro film che ripercorreva i primi anni dei Beatles pre-fama, Birth of the Beatles del 1979, Cynthia fu interpretata da Wendy Morgan. Cynthia fu ritratta nel film televisivo del 2000 In His Life: The John Lennon Story di Gillian Kearney; gli aspetti negativi del trattamento riservato da John a Cynthia non sono stati trascurati. Cynthia è stata successivamente ritratta nel travagliato musical americano Lennon del 2005, incentrato sulla Ono, e il suo personaggio - interpretato da Julia Murney - ha ottenuto un po' più di rilievo durante una delle riscritture dello spettacolo. La vita di Cynthia ha avuto un ruolo più centrale nel film Lennon Naked della BBC Four del 2010, con Claudie Blakley nel ruolo. Il personaggio di Cynthia è stato assente dal film britannico Nowhere Boy del 2009, che pretendeva di raccontare la storia di Lennon dal 1955 al 1960, ma si concentrava sui suoi rapporti con la zia e la madre.
Nel 1995, Cynthia debuttò nel mondo della discografia con un'interpretazione di “Those Were the Days” che, prodotta da McCartney, era stata una hit numero uno per Mary Hopkin nel 1968. Non riuscì ad entrare in classifica. Mentre viveva in Normandia, una mostra dei suoi disegni e dipinti fu esposta alla KDK Gallery di Portobello Road nel 1999. Negli anni Novanta, Cynthia si presentò ad alcune convention dei Beatles, ma sembrava ambivalente nel farlo. A volte Cynthia sosteneva che stava andando avanti con la sua vita e che si era lasciata alle spalle il suo passato nei Beatles, mentre altre volte sembrava considerare inevitabile un continuo interesse per quel passato. Il Daily Telegraph scrisse in un profilo del 1999: “In sostanza, è una donna di periferia che, quasi suo malgrado, si è trovata alle prese con uno degli uomini più straordinari dei tempi moderni. A più di trent'anni dalla fine del suo matrimonio con John Lennon, è più invischiata che mai".

### Ultimi anni e morte

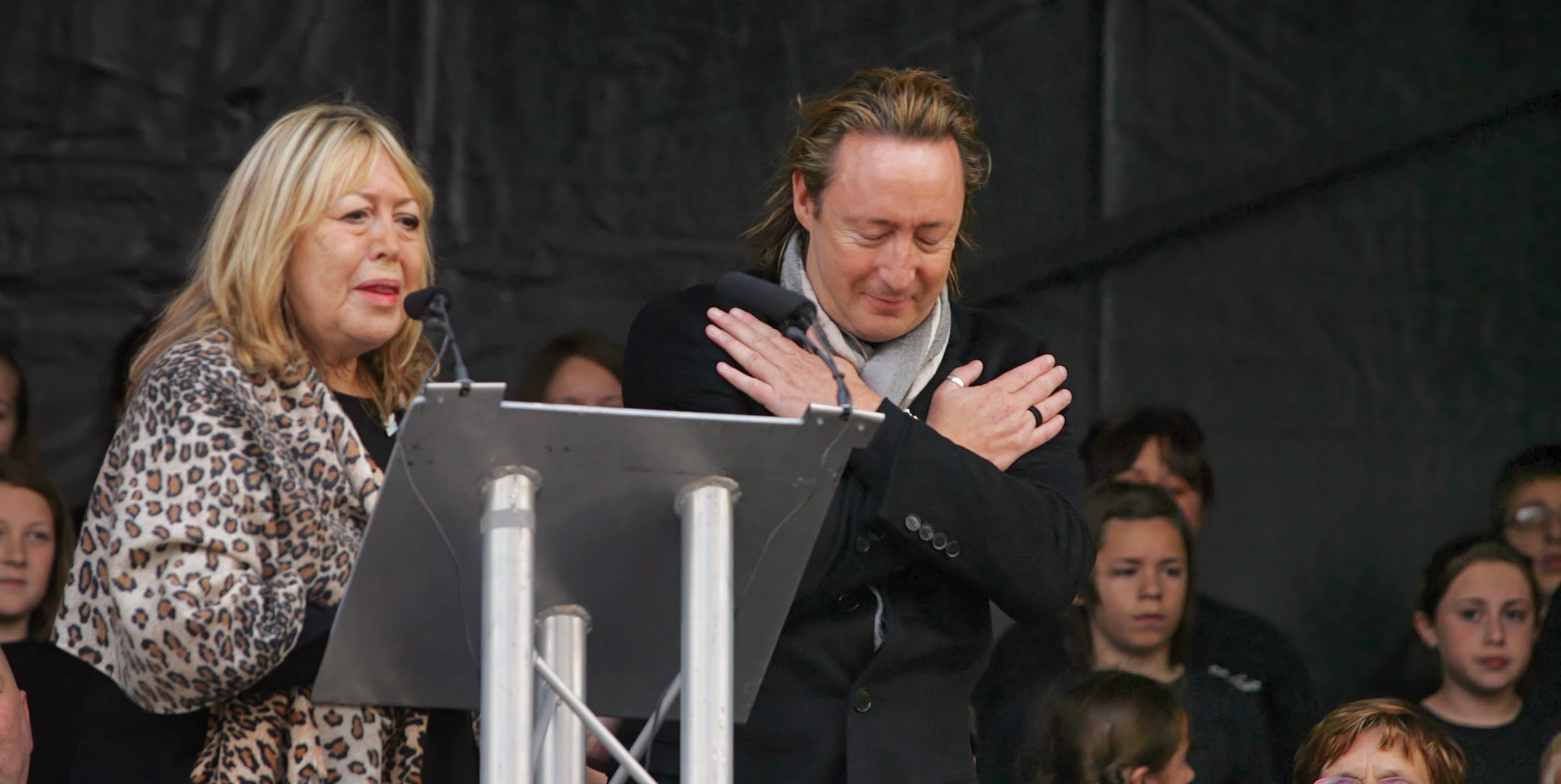
Cynthia e Julian Lennon all'inaugurazione del John Lennon Peace Monument a Liverpool, 9 ottobre 2010, 70esimo compleanno di John Lennon

Nel 2002 Cynthia sposò Noel Charles, proprietario di un nightclub barbadiano. Nel settembre 2005 pubblicò una nuova biografia, John, che riesaminava la sua vita con Lennon e gli anni successivi, compresi gli eventi che seguirono la sua morte. Michel Faber, scrivendo sul Guardian, disse del libro: “John è il tentativo di Cynthia di dimostrare quanto valeva di più. In teoria, le rivelazioni della fedele compagna di Lennon dal 1958 al 1968 non possono non essere preziose. Sulla pagina, il potenziale appassisce". Rachael Donadio sul New York Times ha detto che il libro ‘dipinge il quadro di un uomo ferito dalla morte di familiari e amici, e racconta la difficile storia del fronte domestico durante la Beatlemania’. Nella prefazione, Julian Lennon scrisse: “Se si vuole avere un quadro equilibrato della vita di papà, allora il lato della mamma della storia è atteso da tempo”.
Nel 2006, Cynthia e Julian parteciparono alla prima a Las Vegas della produzione del Cirque du Soleil “Love”, che segnò una rara apparizione pubblica con Ono. Nel 2009, Cynthia e Julian hanno inaugurato una mostra di cimeli alla mostra The Beatles Story a Liverpool, e lei e Pattie Boyd hanno partecipato per la prima volta insieme all'inaugurazione del Cafesjian Center for the Arts a Yerevan, in Armenia. Il 30 settembre 2010, Julian ha inaugurato la sua mostra fotografica “Timeless” alla Morrison Hotel Gallery di New York. Erano presenti Cynthia, Ono, Sean e Pang, ed era la prima volta che tutti e cinque si trovavano insieme nella stessa stanza.
Il monumento alla pace di John Lennon è stato inaugurato da Cynthia e Julian durante una cerimonia a Chavasse Park, Liverpool, il 9 ottobre 2010, per celebrare l'anniversario del 70º compleanno di Lennon. Cynthia ha vissuto con il marito Noel sull'isola spagnola di Maiorca fino alla morte di quest'ultimo, avvenuta l'11 marzo 2013.
Il 1º aprile 2015, Cynthia è morta di cancro nella sua casa di Maiorca con Julian al suo fianco; aveva 75 anni. Messaggi pubblici di cordoglio sono stati fatti da McCartney e Starr, con McCartney che ha detto: “Era una donna adorabile che ho conosciuto fin dai primi giorni insieme a Liverpool. È stata una buona madre per Julian e mancherà a tutti noi”, e Starr ha detto: ‘Pace e amore a Julian Lennon, che Dio benedica Cynthia’. Ono ha rilasciato una dichiarazione, sottolineando la posizione comune: ”Essere un genitore single di un ragazzo forte e intelligente non è mai facile. Cynthia e io ci siamo capite in questo modo, augurandoci il meglio per i nostri figli e il loro futuro" Il biografo dei Beatles Hunter Davies, che aveva trascorso molto tempo con Cynthia e Lennon negli anni Sessanta durante le ricerche per il suo libro, la ricorda come ”una donna adorabile... Era totalmente diversa da John in quanto era tranquilla, riservata e calma".